# Corippe
Flavius Cresconius Corippus ou Corippe est un poète épique romain ayant vécu au VIe siècle, sous les empereurs byzantins Justinien Ier et Justin II. Ses deux œuvres principales sont la Johannide (en latin Johannis) et l’Éloge de Justin le Jeune (en latin In laudem Justini minoris). Il est considéré comme le dernier auteur d’importance de l’Antiquité tardive latine.

## Biographie
Né dans la province d’Afrique, Corippe exerçait probablement le métier d’enseignant si l’on en croit l’adjectif grammaticus accolé à son nom dans le manuscrit Matritensis 10029. Toutefois, ce terme peut s’avérer un qualificatif honorifique autant qu’une indication sur sa profession. Sur la base d’un autre passage (quondam per rura locutus), Alan Cameron a suggéré qu’il pouvait aussi exercer le métier de poète itinérant. On sait très peu de choses avec certitude sur sa vie, sauf qu’en 549, il récita devant les notables de Carthage son poème épique, la Johannide, et qu’il se trouvait à Constantinople vers 566 lorsqu’il fit à l’intention de l’empereur et du questeur Anastase le panégyrique de Justin II. Il mourut après 567.
En fait, on ne sait rien d’autre sur sa personne que ce qu’il dit de lui-même dans son œuvre. Selon certains spécialistes, il aurait été tribun ou notaire sous l'empereur Anastase, trésorier et chambellan sous Justinien Ier. Mais il ne s’agit là que de spéculations sur la base d’indices ténus. Il aurait quitté la province d’Afrique pour Constantinople après avoir perdu ses propriétés durant la guerre contre les Maures et contre les Vandales. On l’a quelquefois identifié à Cresconius Africanus, un évêque chrétien du VIIe siècle, auteur du Concordia Canonum ou recueil des lois de l’Église, sans pouvoir toutefois étayer cette théorie de preuves suffisantes. 
Tout porte à croire que Corippe était chrétien : l’absence d’allusions mythologiques que l’on retrouve généralement dans ce genre de poème épique, les nombreuses références à l’Écriture sainte et les comparaisons qu’il fait entre l’empereur et le Bon Pasteur, l’hostilité envers les Maures et le paganisme, et enfin le zèle orthodoxe que l’on retrouve dans l’Éloge au sujet de la querelle qui mettait alors aux prises orthodoxes et monophysites.

## L’œuvre de Corippe
Malgré le peu d’information dont on dispose sur sa vie, les deux poèmes épiques de Corippe sont d’une importance considérable pour la connaissance de la période à laquelle il vécut.

### LaJohannide
La Johannide ou De bellis Libycis, la plus ancienne des deux épopées, ne fut découverte qu’au début du XIXe siècle. Dédiée aux héros de Carthage, elle relate la défaite des Maures par Jean Troglita, magister militum en 546. Répartie en huit livres dont le dernier demeure inachevé, la Johannide contient près de 5 000 hexamètres. 
Écrite en latin près de deux ans après la victoire finale de Jean Troglita en 548, l’épopée se déroule dans la province romaine de Byzacène, territoire qui renoue peu à peu avec la prospérité grâce à la paix imposée par Byzance. Le but politique de l’œuvre est de créer un consensus autour du pouvoir byzantin en lui ralliant les élites locales, irritées par la querelle religieuse dite des Trois Chapitres et écrasées d’impôts. Elle raconte comment, après la révolte des Berbères contre la domination vandale qui avait incité l’empereur Justinien à envoyer le général Bélisaire mater la révolte, l’Afrique connaît pendant dix ans une grande prospérité que décrit Corippe avec enthousiasme, paix menacée uniquement par des peuplades belliqueuses et incomplètement soumises. En 543, la peste fait des ravages dans l’armée d’occupation, alors que les pillards s’enhardissent. Le meurtre du gouverneur de la Tripolitaine marque le réveil de l’insurrection. Le nouveau préfet du prétoire envoyé par Justinien, Àriobinde, est mis à mort par Guntarith, chef numide révolté. C’est alors qu’arrive Jean Troglita, général qui s’était distingué dans la guerre contre les Perses. Avec l’appui de chefs indigènes, Jean se lance dans une campagne qui le conduit au fond de la Byzacène à l’ouest de la province. Il remporte la victoire, mais celle-ci est bientôt remise en question par les Berbères au sud. S’ensuit une longue lutte entre les Byzantins affaiblis dans une région où le ravitaillement est difficile et l’armée berbère qui lui est bien supérieure en nombre. Malgré le mécontentement qui agite sa propre armée, Jean n’en continue pas moins à poursuivre l’ennemi jusqu’à Castra Catonis. Dans un combat héroïque où Jean doit venir au secours de ses propres alliés indigènes, le héros de l’épopée réussit à mettre en déroute les barbares et à assurer la domination byzantine en Afrique.
Sorte d’ Énéide justinienne (le personnage de Jean Troglita ressemble beaucoup à celui d’Énée, le voyage en bateau qui conduit les troupes byzantines de Constantinople et qui longe les rivages de l’Afrique en direction de Carthage étant assimilé au trajet des navires qui voguaient vers Troie, etc.), cette œuvre se présente comme une transition entre l’épopée antique et la chanson de geste du Moyen Âge. Dans un univers naturel dépourvu des mystères caractéristiques des épopées traditionnelles soumises aux caprices des dieux vivent des hommes simples : d’un côté les Byzantins héroïques, de l’autre les Berbères rusés et cruels. Le héros, Jean Troglita, est pour sa part l’image du parfait Romain : homme de grande volonté et intelligent, il sait faire montre de cette moderatio typique du Romain légendaire. C’est à la fois un chef scrupuleux et un père sensible. Au monde divin polythéiste se substitue le combat entre un panthéon païen dépassé et le Dieu chrétien qui règne jusque sur l’Averne. On découvre ainsi un classicisme « christianisé » dans lequel Jean est la parfaite incantation de la pietas virgilienne et où Dieu exerce sa miséricorde aussi bien envers les chrétiens qu’envers les Maures.
La cosmologie de la Johannide est profondément byzantine et l’ordre en est la qualité suprême. Les théologiens byzantins établissaient un parallèle entre le polythéisme et la division des nations voisines en guerre perpétuelle d’une part et le monothéisme et l’unité de l’empire d’autre part : un seul Dieu dans le ciel et un seul empereur sur la terre, tel était l’idéal auquel devait parvenir l’œkoumène. Dans ce contexte, les droits de l’empire étaient imprescriptibles et, même si elles étaient victimes des païens pendant un temps, les provinces conquises devaient rejoindre l’empire lorsque Dieu le voudrait. Dans ce contexte, la révolte en Afrique prend un sens aussi bien religieux que politique : Byzance, nouvelle Rome chrétienne, doit réaliser la volonté de Dieu sur terre et rejeter dans les ténèbres la barbarie et le paganisme. 
Bien qu’elle ait été qualifiée de « dernière épopée romaine » par D. Romano, la Johannide est également la première d’une longue série d’épopées chrétiennes carolingiennes où la guerre sainte fait son apparition, préfiguration des croisades à venir. Sur le plan historique, le merveilleux s’y allie avec une part de vérité historique peu fréquente dans ce genre de texte, et la narration exacte des faits de même que la description fidèle des mœurs en constituent l’intérêt dominant. Elle fournit une description du territoire et des habitants de l’Afrique romaine tardive, tout en relevant les commentaires d’un observateur perspicace, natif du pays. Si l’on met en parallèle ce récit et ceux de Procope, ils concordent à quelques détails près. Bien plus, la description du costume, des armes et de la façon de combattre des indigènes sont presque identiques à ceux de certaines tribus du sud tunisien au début du XXe siècle. 
On ne possède aujourd’hui qu’un seul manuscrit de la Johannide, le codex Trivultianus 686, découvert en 1814 à Milan par le cardinal Mazzucchelli, bibliothécaire de la Bibliotheca ambrosiana. D’autres manuscrits auraient existé, dont un mentionné par Johannes Cuspinianus se serait trouvé dans la bibliothèque de Buda détruite par Soliman II en 1527.

### Éloge de Justin le Jeune
L’autre poème, In laudem Justini minoris (« Éloge de Justin le Jeune »), en quatre livres de plus de 1 600 vers en hexamètres dactyliques, décrit la mort de Justinien, le couronnement de son successeur, Justin II (13 nov. 565) et les premiers évènements de son règne. Il s’ouvre sur une préface et un court panégyrique obséquieux en l’honneur du questeur du palais et maître des offices, Anastase, mécène du poète. Le poème ne nous est parvenu que grâce à un seul manuscrit, incomplet, le Matritensis 10029 venant de Tolède et datant du début du Xe siècle. Le texte serait « passé de Constantinople en Espagne sous le règne de Léovigild (568-586) qui vit l’apogée de l’influence byzantine en Espagne». Comme la Johannide, l’Éloge se veut une œuvre épique où se mêlent l’épopée historique et les panégyriques impériaux, permettant à Serge Antès de qualifier l’œuvre d’ « épopée princière historique-encomiastique ».
Le poème, dont le titre est tiré de l’incipit du livre I, fut composé à Constantinople en 566-567 et est manifestement destiné à être lu à la cour. D’inspiration officielle, il veut légitimer la succession impériale de Justinien Ier à Justin II, laquelle ne reposait que sur les seules affirmations du patrice Canillicus, secrétaire particulier et praepositus sacri cubiculi de Justinien Ier. Seul présent dans la chambre au moment du décès, il aurait recueilli les dernières volontés de l'empereur qui aurait choisi Justin comme successeur de préférence à un autre Justin, fils du frère de l’empereur, Germanus, pourtant plus populaire que le premier.
Il s’agit également d’une œuvre d’inspiration religieuse. L’empereur y est présenté comme l’élu de Dieu. Si Dieu est le Tout-Puissant, l’empereur est l’image du Tout-Puissant, dont la puissance n’exclut pas la sollicitude comme en témoigne la comparaison du prince généreux et du Bon Pasteur. Cette image exprime également l’humilité, qualité essentielle du chrétien et encore plus de l’empereur, comme en témoignent les vers 28-42 du livre II : « Me voici, minuscule partie de la création, qui me tiens avec soumission devant tes yeux à toi, le Très-Haut ». D’où aussi la nécessité pour l’empereur d’appliquer rigoureusement la volonté divine. On sait que Justin II, tout comme son épouse Sophie, avait été monophysite avant de se convertir à l’orthodoxie par raison d’État. Dans les prières que Justin et Sophie adressent à Dieu avant leur couronnement, les souverains affirment leur allégeance chalcédonienne et reçoivent en retour l’approbation de la Trinité.

## Style et influences
Corippe fut influencé entre autres par Virgile, Lucain et Claudien. La Johannide emprunte de nombreux détails à Virgile et rappelle souvent l’Énéide. Outre les références aux personnages et aux épisodes, plusieurs vers sont des imitations que l’auteur voulait évidentes aux vers de Virgile, à commencer par la formule « parcere subjectis et debellare superbos » (Aen. 6, 853), qui est reprise à plusieurs occasions sous des formes diverses (Ioh. 1, 148-149 ; 2.368 ; 4, 124-125 ; 3, 343, etc.). L’ Éloge, rédigée alors que Corippe était déjà âgé, en dépit d’une obséquiosité byzantine typique, demeure digne d’attention par la lumière qu’elle jette sur le cérémonial de cour de cette époque, comme on peut le voir dans la description de l’avènement de Justin et dans la réception de l’ambassade avare venue réclamer le tribut traditionnel. 
Les avis ont varié au cours des siècles sur la valeur littéraire de l’œuvre de Corippe. Certains commentateurs, comme Foggini, voient en lui un écrivain élégant. D’autres, comme Baillet, parlent au contraire de « ses méchants vers, sa dureté, son obscurité, sa prosodie vicieuse et sa mauvaise latinité ». L’opinion actuelle semble considérer que la langue et la métrique de Corippe demeurent remarquablement pures, compte tenu de la période à laquelle a vécu l’auteur et du fait qu’il ne soit pas né en Italie. Si on lui reconnaît une certaine aisance dans la facilité banale, on déplore le manque d’originalité qui cède souvent aux formules toutes faites.